# Luciano Caveri
Luciano Emilio Caveri (souvent francisé en Lucien Émile Caveri, en raison du bilinguisme officiel en vigueur en Vallée d'Aoste), est un journaliste et homme politique italien né à Aoste le 25 décembre 1958, de l'Union valdôtaine progressiste.

## Biographie
Lucien Caveri est le neveu de Séverin Caveri, ancien président de la Vallée d'Aoste.

### La carrière journalistique
Il commence sa carrière de journaliste en collaborant en 1977 avec une petite radio privée valdôtaine, Radio Saint-Vincent. En 1978, il travaille à Turin pour la station radiophonique Radio Reporter (it) et remporte la section jeune du Prix Saint-Vincent du journalisme. En 1979, il travaille auprès de la chaîne télévisée valdôtaine Radio Télévision Vallée d'Aoste (RTA). À partir de 1980, il est embauché par la Rai, de laquelle il a été salarié, en congé pour mandat politique de 1987 à 2009. Il est, de 1983 à 1987, directeur du journal Le Réveil social, organe du Syndicat autonome valdôtain des travailleurs. De 1987 à 1991, il est président de l'Associazione Stampa Valdostana, syndicat des journalistes valdôtains. De 1998 à 2008, il est directeur du Peuple valdôtain, hebdomadaire de l'Union valdôtaine.
Il est actuellement responsable de la Structure des programmes du Siège Rai d'Aoste, membre de l'Association des Journalistes francophones.

### Le représentant de laVallée d'Aosteà laChambre des députés(1987-2001)
Inscrit dès sa jeunesse au mouvement politique de l'Union valdôtaine, il a commencé sa propre carrière politique en militant au sein de l'organisation des jeunes du parti, la Jeunesse valdôtaine.
Membre de l’Union valdôtaine, Luciano Caveri a été élu député en 1987. Il a siégé pendant quatre législatures à la Chambre des députés dont il a été secrétaire de la Présidence. Durant son activité parlementaire, il a été président et secrétaire du groupe mixte. Il a fait partie de la Commission des Affaires constitutionnelles (it), des Transports et des Télécommunications, de la Commission (it) de l'agriculture et de la Commission des Finances et du Budget. Il a en outre été membre de la Commission parlementaire pour la réforme constitutionnelle (it), Commission de surveillance Rai (it), de la Commission Bicamérale pour les Questions régionales et pour la Réforme administrative.
Durant le second gouvernement D’Alema, il a été nommé sous-secrétaire d'État à la Présidence du Conseil des ministres.

### Le Député européen (2000-2003)
Il a été député européen de 2000 à 2003, élu avec Les Démocrates de Prodi et l'Union valdôtaine et adhère au groupe parlementaire de l'ADLE. Il préside la Commission des Affaires régionales, Transport et Tourisme (2002-2003). Il a été aussi membre de la Commission des Affaires étrangères, des Droits de l'Homme, de la Sécurité commune et de la Politique de Défense, et également de la Commission parlementaire mixte UE-Slovénie. Président de l'association européenne des élus de montagne, son ouvrage de réflexion L'Europa e la montagna (2001) met vigoureusement l'accent sur le développement durable en faveur d'une montagne qui ne soit pas uniquement un espace de loisirs et dont les habitants s'attachent à conserver leur identité.

### Conseiller régional de la Vallée d'Aoste (2003-aujourd'hui)
Après les élections régionales de 2003, il est élu au Conseil de la Vallée d'Aoste, où s'installe une junte formée de l'Union valdôtaine et de la Gauche valdôtaine, ramification des Démocrates de gauche. Il occupe la charge d'assesseur au Tourisme, Sport, Commerce, Transport et Affaires européennes jusqu'en juillet 2005, puis celle de Président de la Région autonome Vallée d'Aoste pour la XIIe législature, jusqu'au 1er juillet 2008, jour de l'installation de la nouvelle junte régionale présidée par Auguste Rollandin.
Depuis juillet 2008, Lucien Caveri est Conseiller régional de la Région autonome Vallée d’Aoste pour la XIIIe législature et adhère, depuis 2012 à l'Union valdôtaine progressiste.
Après avoir été parmi les fondateurs de l'Union valdôtaine progressiste, en 2017 il crée Mouv', qui porte à l'élection de 3 conseillers aux régionales de 2018.
Aux régionales de 2020, il est candidat dans la liste Vallée d'Aoste Unie, comprenant Mouv' et Vallée d'Aoste ensemble, et il est réélu avec 561 de voix.
Depuis le 21 octobre 2020, il est assesseur de l'éducation, de l'université, des politiques pour la jeunesse, des affaires européennes et de la société au sein de la Junte présidée par Erik Lavévaz.

## Reconnaissances
- Il a reçu l'Ordre d'honneur de la liberté de la République slovène (2004).
- En 2004, il est décoré de l'ordre national de la Légion d'honneur.

## Ouvrages de Lucien Caveri
- Le Val d'Aoste de A à Z, Quart, Musumeci, 1998, V-153 p. (ISBN 88-7032-546-6 et 9788870325461, OCLC 41285540)
- (it) L'Europa e la montagna  (préf. Romano Prodi), Verbania, Tararà, 2001, VI-109 p. (ISBN 88-86593-31-7, OCLC 716967334)
- (it) Montagne d'Italia, Novare, Novara Istituto geografico De Agostini, 2002, 320 p. (ISBN 88-418-0463-7 et 9788841804636, OCLC 260031966)
- Le Calepin, vol. 1, Aoste, Saint-Christophe : Duc, 2003, 283 p.
- Le Calepin, vol. 2, Aoste, Saint-Christophe : Duc, 2008, 293 p.